# Cristacirrhitus punctatus
Cristacirrhitus punctatus és una espècie de peix pertanyent a la família dels cirrítids i l'única del gènere Cristacirrhitus.

## Descripció
- Pot arribar a fer 17 cm de llargària màxima.
- Cos amb taques irregulars de color marró i pàl·lides.
- Les 2/3 parts superiors del cap presenten punts negres.
- 10 espines i 11 radis tous a l'aleta dorsal i 3 espines i 6 radis tous a l'anal.
- Té una línia corba i negrosa amb origen als ulls.[3][4]

## Hàbitat
És un peix marí, demersal i de clima tropical, el qual habita les costes rocalloses.

## Distribució geogràfica
Es troba a l'Índic occidental: Madagascar, Maurici, Moçambic, Sud-àfrica i Reunió.

## Observacions
És inofensiu per als humans.